# Gabrje pri Dobovi
Gabrje pri Dobovi je naselje u Općini Brežice u istočnoj Sloveniji. Gabrje pri Dobovi se nalazi u pokrajini Štajerskoj i statističkoj regiji Donjoposavskoj. 

## Stanovništvo
Prema popisu stanovništva iz 2002. godine Gabrje pri Dobovi je imalo 217 stanovnika.

### Etnički sastav
1991. godina:
- Slovenci: 214 (90,3%)
- Hrvati: 9 (3,8%)
- Talijani: 2
- Srbi: 1
- nepoznato: 10 (4,2%)
- neopredijeljeni: 1

## Vanjske poveznice
- Satelitska snimka naselja  Arhivirana inačica izvorne stranice od 29. srpnja 2017. (Wayback Machine)